# Гавашели, Тенгиз Давидович
Тенгиз Давидович Гавашели (груз. თენგიზ დავითის ძე გავაშელი; 1914, Геби, Онский район — до 1957) — советский футболист, нападающий. Мастер спорта СССР (1938).
В футбол начал играть в 1928 году в Нальчике. Выступал за динамовские клубы Тифлиса (1931—1932, II команда), Пятигорска (1933—1935, 1936), Нальчика (1934—1935). В 1937—1946 годах выступал в чемпионате СССР за «Динамо» Тбилиси. Провёл 45 матчей (из них 8 аннулированных в 1941 году), забил 7 голов.
Финалист Кубка СССР 1937 года.
Участник матчей со сборной Басконии в составе «Дингамо» Тбилиси и сборной Грузии.